# گرمسیر (هلمند)
گرمسیر (به لاتین: Garmsir) یک منطقهٔ مسکونی در افغانستان است که در ولسوالی گرمسیر واقع شده‌است. گرمسیر ۷۱۴ متر بالاتر از سطح دریا واقع شده‌است.